# 1805 Dirikis
1805 Dirikis eller 1970 GD är en asteroid i huvudbältet som upptäcktes den 1 april 1970 av den ryska astronomen Ljudmjla Tjernych vid Krims astrofysiska observatorium på Krim. Den har fått sitt namn efter astronomen Matiss Dirikis.
Asteroiden har en diameter på ungefär 27 kilometer och den tillhör asteroidgruppen Themis.